# العزازي (يريم)

تعديل مصدري - تعديل

العزازي هي إحدى قرى عزلة ارياب بمديرية يريم التابعة لمحافظة إب، بلغ تعداد سكانها 1053 نسمة حسب تعداد اليمن لعام 2004.